# Jawa Timur
Jawa Timur, deutsch Ostjava (maduresisch Jhâbâh Dhimor, javanisch Jawa Wétan), ist eine indonesische Provinz auf der Insel Java. Die Provinz umfasst den Ostteil der Insel sowie die vorgelagerte Insel Madura.
Mit über 750 Einwohnern pro Quadratkilometer ist Jawa Timur die am dünnsten besiedelte Provinz auf Java. Die Bevölkerung setzt sich zum überwiegenden Teil aus Javanern und Maduresen zusammen und bekennt sich größtenteils zum Islam (90 %). Hauptstadt ist Surabaya mit rund 2,4 Millionen Einwohnern, andere wichtige Städte sind Malang, Kediri und Banjuwangi.
Wichtige Wirtschaftszweige sind die Landwirtschaft, angebaut werden unter anderem Reis, Kaffee und Tabak, und die Holzindustrie. Industriebetriebe finden sich vor allem in den großen Städten.
Im 16. Jahrhundert kam die Region unter den Einfluss des Islam, von 1610 gehörte sie zum Reich von Mataram, das fast ganz Java beherrschte. 1743 begannen sich die Niederländer festzusetzen, was zum Ende des Reichs von Mataram und zur Aufteilung in mehrere kleine Sultanate führte. 1830 hatten die Niederländer die ganze Region unter ihre Herrschaft gebracht. Nach der japanischen Besetzung im Zweiten Weltkrieg wurde Jawa Timur 1949 eine Provinz des unabhängigen Indonesiens.
Der nach seinem Fundort benannte Tambakwatumeteorit schlug hier im Jahr 1975 ein.
Das Maskottchen Ostjavas ist das Ayam bekisar, eine Kreuzung von Haushuhn und Gabelschwanzhuhn.

## Wappen
Das Wappen von Jawa Timur hat eine halbrunde Schildform. Der Stern im oberen Teil des Wappens symbolisiert den Glauben der Ostjavaner an Gott. In der Mitte des Wappens befindet sich das Heldendenkmal, um das Heldentum im Unabhängigkeitskampf darzustellen. Dahinter befindet sich ein Vulkan, ein Symbol für die Leidenschaft der Ostjavaner und für die große Anzahl an Vulkanen in der Region. Das Tor eines Tempels steht für den Stolz in die eigene Kultur. Der aufstrebende Wohlstand wird durch die Baumwolle, den Reis und den Fluss charakterisiert, während die Kette und das Zahnrad den Willen zur Entwicklung symbolisieren. Am unteren Ende des Wappens ist noch das Motto Jer Basuki Mawa Beya angefügt, welches Erfolg verlangt Entschlossenheit bedeutet.

## Verwaltungsgliederung

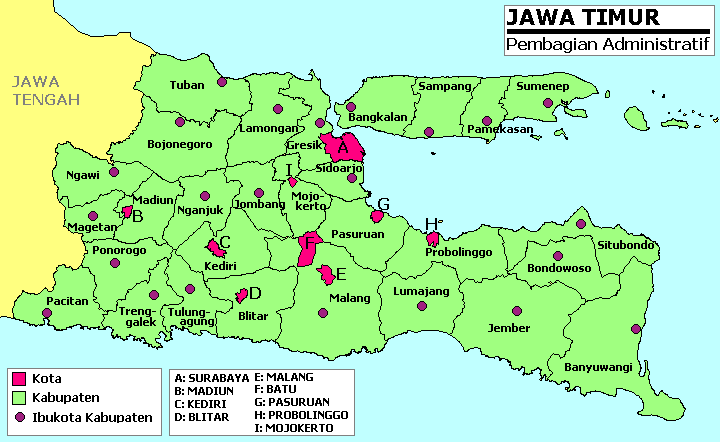
Verwaltungsgliederung von Jawa Timur

Jawa Timur besteht aus den folgenden 29 Regierungsbezirken (Kabupaten) sowie den neun Städten (Kota):
| Code 1 | Wappen              | Kabupaten / Kota Regierungsbezirk / Stadt | Ibu Kota Regierungssitz | Karte               | Fläche (km²) | Anzahl der Verwaltungseinheiten | Anzahl der Verwaltungseinheiten | Anzahl der Verwaltungseinheiten | Bevölkerung am Censustag 2 | Bevölkerung am Censustag 2 | Dichte (Einw./km²) |
| Code 1 | Wappen              | Kabupaten / Kota Regierungsbezirk / Stadt | Ibu Kota Regierungssitz | Karte               | Fläche (km²) | Kecamatan 3                     | 00Desa 4000                     | Kelurahan 5                     | 2010                       | 2020                       | Dichte (Einw./km²) |
| ------ | ------------------- | ----------------------------------------- | ----------------------- | ------------------- | ------------ | ------------------------------- | ------------------------------- | ------------------------------- | -------------------------- | -------------------------- | ------------------ |
| 35.01  |                     | Kab. Pacitan                              | Pacitan                 |                     | 1.389,92     | 12                              | 166                             | 5                               | 540.881                    | 586.110                    | 421,7              |
| 35.02  |                     | Kab. Ponorogo                             | Ponorogo                |                     | 1.305,70     | 21                              | 281                             | 26                              | 855.281                    | 949.318                    | 727,1              |
| 35.03  |                     | Kab. Trenggalek                           | Trenggalek              |                     | 1.147,22     | 14                              | 152                             | 5                               | 674.411                    | 731.125                    | 637,3              |
| 35.04  |                     | Kab. Tulungagung                          | Tulungagung             |                     | 1.055,65     | 19                              | 257                             | 14                              | 990.158                    | 1.089.775                  | 1.032,3            |
| 35.05  |                     | Kab. Blitar                               | Kanigoro                |                     | 1.336,48     | 22                              | 220                             | 28                              | 1.116.639                  | 1.223.745                  | 915,7              |
| 35.06  |                     | Kab. Kediri                               | Ngasem                  |                     | 1.386,05     | 26                              | 343                             | 1                               | 1.499.768                  | 1.635.294                  | 1.179,8            |
| 35.07  |                     | Kab. Malang                               | Kepanjen                |                     | 3.530,65     | 33                              | 378                             | 12                              | 2.446.218                  | 2.654.448                  | 751,8              |
| 35.08  |                     | Kab. Lumajang                             | Lumajang                |                     | 1.790,90     | 21                              | 198                             | 7                               | 1.006.458                  | 1.119.251                  | 625,0              |
| 35.09  |                     | Kab. Jember                               | Jember                  |                     | 3.092,34     | 31                              | 226                             | 22                              | 2.332.726                  | 2.536.729                  | 820,3              |
| 35.10  |                     | Kab. Banyuwangi                           | Banyuwangi              |                     | 5.782,40     | 25                              | 189                             | 28                              | 1.556.078                  | 1.708.114                  | 295,4              |
| 35.11  |                     | Kab. Bondowoso                            | Bondowoso               |                     | 1.525,97     | 23                              | 209                             | 10                              | 736.772                    | 776.151                    | 508,6              |
| 35.12  |                     | Kab. Situbondo                            | Situbondo               |                     | 1.669,87     | 17                              | 132                             | 4                               | 647.619                    | 685.967                    | 410,8              |
| 35.13  |                     | Kab. Probolinggo                          | Kraksaan                |                     | 1.696,21     | 24                              | 325                             | 5                               | 1.096.244                  | 1.152.537                  | 679,5              |
| 35.14  |                     | Kab. Pasuruan                             | Bangil                  |                     | 1.474,02     | 24                              | 341                             | 24                              | 1.512.468                  | 1.605.969                  | 1.089,5            |
| 35.15  |                     | Kab. Sidoarjo                             | Sidoarjo                |                     | 634,38       | 18                              | 322                             | 31                              | 1.941.497                  | 2.082.801                  | 3.283,2            |
| 35.16  |                     | Kab. Mojokerto                            | Mojosari                |                     | 717,83       | 18                              | 299                             | 5                               | 1.025.443                  | 1.119.209                  | 1.559,2            |
| 35.17  |                     | Kab. Jombang                              | Jombang                 |                     | 1.115,09     | 21                              | 302                             | 4                               | 1.202.407                  | 1.318.062                  | 1.182,0            |
| 35.18  |                     | Kab. Nganjuk                              | Nganjuk                 |                     | 1.224,25     | 20                              | 264                             | 20                              | 1.017.030                  | 1.103.902                  | 901,7              |
| 35.19  |                     | Kab. Madiun                               | Caruban                 |                     | 1.037,58     | 15                              | 198                             | 8                               | 662.278                    | 744.350                    | 717,4              |
| 35.20  |                     | Kab. Magetan                              | Magetan                 |                     | 688,84       | 18                              | 207                             | 28                              | 620.442                    | 670.812                    | 973,8              |
| 35.21  |                     | Kab. Ngawi                                | Ngawi                   |                     | 1.295,98     | 19                              | 213                             | 4                               | 817.765                    | 870.057                    | 671,4              |
| 35.22  |                     | Kab. Bojonegoro                           | Bojonegoro              |                     | 2.198,79     | 28                              | 419                             | 11                              | 1.209.973                  | 1.301.635                  | 592,0              |
| 35.23  |                     | Kab. Tuban                                | Tuban                   |                     | 1.834,15     | 20                              | 311                             | 17                              | 1.118.464                  | 1.198.012                  | 653,2              |
| 35.24  |                     | Kab. Lamongan                             | Lamongan                |                     | 1.782,05     | 27                              | 462                             | 12                              | 1.179.059                  | 1.344.165                  | 754,3              |
| 35.25  |                     | Kab. Gresik                               | Gresik                  |                     | 1.191,25     | 18                              | 330                             | 26                              | 1.177.042                  | 1.311.215                  | 1.100,7            |
| 35.26  |                     | Kab. Bangkalan                            | Bangkalan               |                     | 1.233,08     | 14                              | 180                             | 6                               | 906.761                    | 1.060.377                  | 859,9              |
| 35.27  |                     | Kab. Sampang                              | Sampang                 |                     | 792,24       | 13                              | 178                             | 11                              | 877.772                    | 969.694                    | 1.224,0            |
| 35.28  |                     | Kab. Pamekasan                            | Pamekasan               |                     | 1.998,54     | 27                              | 330                             | 4                               | 795.918                    | 850.057                    | 425,3              |
| 35.29  |                     | Kab. Sumenep                              | Sumenep                 |                     | 1.001,44     | 18                              | 273                             | 8                               | 1.042.312                  | 1.124.436                  | 1.122,8            |
| 35.71  |                     | Kota Kediri                               | Kediri                  |                     | 63,40        | 3                               | 0                               | 46                              | 268.507                    | 286.796                    | 4.523,6            |
| 35.72  |                     | Kota Blitar                               | Blitar                  |                     | 32,57        | 3                               | 0                               | 21                              | 131.968                    | 149.149                    | 4.579,3            |
| 35.73  |                     | Kota Malang                               | Malang                  |                     | 145,28       | 5                               | 0                               | 57                              | 820.243                    | 843.810                    | 5.808,2            |
| 35.74  |                     | Kota Probolinggo                          | Probolinggo             |                     | 56,67        | 5                               | 0                               | 29                              | 217.062                    | 239.649                    | 4.228,9            |
| 35.75  |                     | Kota Pasuruan                             | Pasuran                 |                     | 35,29        | 4                               | 0                               | 34                              | 186.262                    | 208.006                    | 5.894,2            |
| 35.76  |                     | Kota Mojokerto                            | Mojokerto               |                     | 20,21        | 3                               | 0                               | 18                              | 120.196                    | 132.434                    | 6.552,9            |
| 35.77  |                     | Kota Madiun                               | Madiun                  |                     | 33,92        | 3                               | 0                               | 27                              | 170.964                    | 195.175                    | 5.754,0            |
| 35.78  |                     | Kota Surabaya                             | Surabaya                |                     | 350,54       | 31                              | 0                               | 154                             | 2.765.487                  | 2.874.314                  | 8.199,7            |
| 35.79  |                     | Kota Batu                                 | Batu                    |                     | 136,74       | 3                               | 19                              | 5                               | 190.184                    | 213.046                    | 1.558,0            |
| 35     | Provinsi Jawa Timur | Provinsi Jawa Timur                       | Provinsi Jawa Timur     | Provinsi Jawa Timur | 47.803,49    | 666                             | 7.724                           | 777                             | 37.476.757                 | 40.665.696                 | 850,7              |

## Bevölkerung

### Religion und Familienstand
| Religion[4]     | Anteil (%) |
| --------------- | ---------- |
| Islam           | 98,63      |
| Ev.-Luherisch   | 0,19       |
| Röm.-Katholisch | 0,10       |
| Buddhismus      | 0,02       |
| Hinduismus      | 1,06       |
| Familienstand      | Anteil in % | Anteil in % |
| Bevölkerungsgruppe | A l l e     | ab 10 Jahre |
| ------------------ | ----------- | ----------- |
| Ledig              | 0037,90000  | 32,64000    |
| Verheiratet        | 0054,65000  | 58,78000    |
| Geschieden         | 0001,73000  | 2,38000     |
| Verwitwet          | 0005,72000  | 6,20000     |

### Bevölkerungsentwicklung
| SP/SUPAS          | 1961       | 1971       | 1980       | 1985       | 1990        | 1995        | 2000        | 2005        | 2010        | 2015        | 2020        |
| ----------------- | ---------- | ---------- | ---------- | ---------- | ----------- | ----------- | ----------- | ----------- | ----------- | ----------- | ----------- |
| Jawa Timur        | 21.823.020 | 25.516.999 | 29.188.852 | 31.261.591 | 32.503.991  | 33.844.002  | 34.783.640  | 36.058.107  | 37.476.757  | 38.828.061  | 40.665.696  |
| Anteilig (%) an ᐁ | 34,64      | 28,75      | 27,80      | 26,98      | 26,51       | 25,85       | 25,73       | 24,91       | 23,70       | 23,28       | 24,09       |
| Java              | 62.993.056 | 76.086.327 | 91.269.528 | 99.852.812 | 107.581.306 | 114.733.486 | 121.352.608 | 128.025.689 | 136.610.590 | 145.013.573 | 151.591.262 |

Bevölkerungsentwicklung der Provinz Jawa Timur von 1961 bis 2020
- Ergebnisse der Volkszählungen Nr. 2 bis 8 (1061, 1971, 1980, 1990, 2000, 2010 und 2020) - Sensus Penduduk (SP)
- Ergebnisse von vier intercensalen Bevölkerungsübersichten (1985, 1995, 2005, 2015) – Survei Penduduk Antar Sensus (SUPAS)

### Bevölkerungsentwicklung der letzten drei Halbjahre
| Datum      | Fläche (km²) | Einwohner  | Einwohner    | Einwohner    | Bevölke- rungsdichte (Einw. je km²) | Sex Ratio (Männer pro 100 Frauen) |
| Datum      | Fläche (km²) | 00gesamt00 | 00männlich00 | 00weiblich00 | Bevölke- rungsdichte (Einw. je km²) | Sex Ratio (Männer pro 100 Frauen) |
| ---------- | ------------ | ---------- | ------------ | ------------ | ----------------------------------- | --------------------------------- |
| 31.12.2020 | 47.800,00    | 40.963.227 | 20.465.848   | 20.497.379   | 857,00                              | 99,85                             |
| 30.06.2021 | 47.799,75    | 40.706.075 | 20.355.271   | 20.350.804   | 851,60                              | 100,02                            |
| 31.12.2021 | 48.033,00    | 41.063.094 | 20.485.906   | 20.577.188   | 855,00                              | 99,56                             |

Fortschreibungsdaten:
Koordinaten: 7° 56′ S, 112° 57′ O